# Řád Za zásluhy (Velká Británie)
Řád Za zásluhy (anglicky: Order of Merit) je britské vyznamenání, založené roku 1902 králem Eduardem VII., které je udělováno za zásluhy v oblasti vědy, umění, literatury a kultury.
Řád je udělován na základě panovníkova osobního uvážení a počet žijících členů je omezen na 24. Může být udělen každému občanu Commonwealthu, přičemž od počátku mohly být vyznamenány i ženy. Řád má zvláštní odznak pro vojáky, se zkříženými meči, nicméně v současné době není tato kategorie udělována. Řád má pouze jednu třídu, jejíž členové mají právo na zkratku OM za jménem.
Mezi významné členy patřili například lord Kelvin, Florence Nightingalová, David Lloyd George, Henry Moore, Graham Greene, Louis Mountbatten (poslední vyznamenaný ve vojenské kategorii), Matka Tereza a Margaret Thatcherová.